# Creighton Abrams
Creighton Williams Abrams Jr. (ur. 15 września 1914 w Springfield; zm. 4 września 1974 w Waszyngtonie) – amerykański generał, dowódca wojsk podczas wojny wietnamskiej w latach 1968–1972, kiedy siły amerykańskie zmniejszyły się z 530 000 do 30 000 żołnierzy. Pełnił funkcję szefa sztabu armii amerykańskiej od 1972 r. do czasu swojej śmierci w 1974 r. Armia w uznaniu zasług nazwała jego imieniem nowy czołg podstawowy M1 Abrams.

## Życiorys
Urodził się w Springfield w stanie Massachusetts jako syn Creightona W. Abramsa, mechanika kolejowego, i Nellie Randall. W wieku 22 lat (1936) poślubił Julię Harvey, z którą miał sześcioro dzieci.

## Początek kariery wojskowej
W Akademii Wojskowej Stanów Zjednoczonych w West Point Abrams wyróżniał się w jeździectwie, grał w piłkę nożną i osiągnął przeciętny wynik w nauce, zajmując 185. miejsce w roczniku liczącym 276 kadetów. Ukończył studia w 1936 r. i został mianowany podporucznikiem kawalerii. Wówczas rozpoczął 4-letnią służbę w 1 Dywizji Kawalerii w latach 1936–1940. W 1939 r. otrzymał nominację na stopień porucznika, a w 1940 r. otrzymał stopień kapitana. Został oficerem wojsk pancernych, które znajdowały się we wczesnej fazie rozwoju. W 1940 r. służył jako dowódca kompanii czołgów 1 Dywizji Pancernej.

## II wojna światowa
Po wybuchu drugiej wojny światowej służył w 4 Dywizji Pancernej, początkowo jako adiutant pułku (czerwiec 1941 – czerwiec 1942), a następnie jako dowódca batalionu (lipiec 1942 – marzec 1943). Po reorganizacji dywizji utworzono nową jednostkę, nad którą objął dowództwo, 37. batalion czołgów. Jednostka ta wzięła udział w walkach związanych z niemiecką ofensywą w Ardenach, gdzie wsławiła się przerwaniem okrążenia Bastogne. W marcu 1945 r. został awansowany na dowódcę dywizji. W tym czasie jego oddziały należały do najaktywniejszych jednostek 4 Dywizji Pancernej, a on sam był uznawany za agresywnego i zdecydowanego dowódcę. Podczas walk w umiejętny sposób wykorzystywał przewagę mobilności, jaką posiadały jego jednostki nad dysponującymi lepszym sprzętem jednostkami niemieckimi. Za swój udział w walkach został uhonorowany dwukrotnie Krzyżem za Wybitną Służbę.

## Okres po II wojnie światowej
Po wojnie służył w sztabie generalnym (1945–1946), jako szef wydziału taktyki w Szkole Wojsk Pancernych w Fort Knox (1946–1948), a w 1949 r. ukończył Akademię Sztabu Generalnego w Fort Leavenworth. W latach 1949–1951 dowodził 63. batalionem czołgów wchodzącym w skład 1 Dywizji Piechoty stacjonującej w Europie. W 1951 r. został awansowany do stopnia pułkownika i objął dowództwo nad 2. Regimentem Kawalerii Pancernej, którą to funkcję sprawował do 1952 r. Jednostka ta odgrywała ważną rolę w planach powstrzymania potencjalnej inwazji wojsk Układu Warszawskiego na zachodnią Europę. W 1953 r. ukończył wyższą uczelnię armii amerykańskiej w Carlisle, która kształci kadry przeznaczone do dowodzenia na poziomie strategicznym. W czasie wojny w Korei służył jako szef sztabu I, X i IX korpusu, które to funkcje pełnił w latach 1953–1954.
Po powrocie z Korei pełnił funkcję szefa sztabu centrum broni pancernej w Fort Knox (1954–1956). Następnie otrzymał promocję na stanowisko generała brygady i objął stanowisko szefa sztabu sił rezerwy w Pentagonie (1956–1959). Został zastępcą dowódcy 3 Dywizji Pancernej (1959–1960), a następnie dowódcą tej jednostki (1960–1962). Funkcję sprawował do czasu awansu na stopień generała dywizji (Major General).
W tym czasie został przeniesiony do Pentagonu, gdzie objął funkcję zastępcy szefa sztabu operacyjnego (1962–1963), następnie otrzymał promocję na stanowisko generała broni (Lieutenant General) i objął dowództwo nad V Korpusem stacjonującym w Europie.

## Wojna w Wietnamie

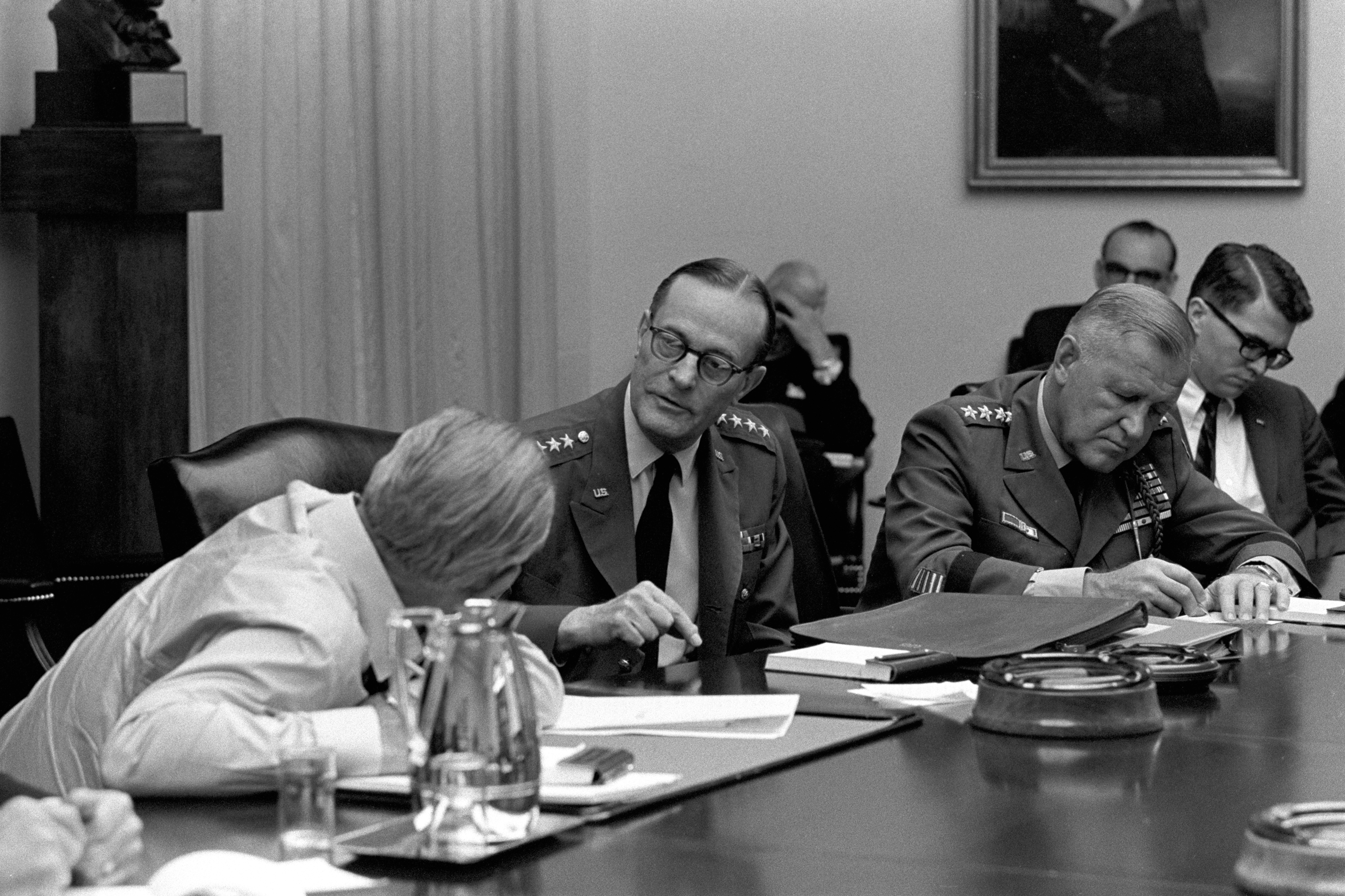
Creighton Abrams marzec 1968 (po prawej), po lewej tyłem prezydent Lyndon B. Johnson

W 1964 r. został awansowany na stopień generała i objął stanowisko zastępcy szefa sztabu armii amerykańskiej. W maju 1967 r. został zastępcą dowódcy wojsk amerykańskich w Wietnamie generała Williama Westmorelanda. 10 czerwca 1968 r. w obliczu narastającej krytyki sposobu prowadzenia wojny wietnamskiej Creithon Abrams objął dowództwo nad stacjonującymi tam wojskami. Po wybraniu na prezydenta Richarda Nixona wprowadzał w życie nową doktrynę zakładającą przekazywanie kontroli nad Wietnamem wojskom Wietnamu Południowego i jednoczesne wycofywanie wojsk amerykańskich. Siły pod dowództwem Abramsa zmniejszyły się z 535 000 w grudniu 1968 r., 140 000 w grudniu 1971 r., do 30 000 w końcu 1972 r. Abrams dowodził ograniczoną operacją inwazji na Kambodżę w 1970 r.
W 1972 r. został mianowany na szefa sztabu armii amerykańskiej. Służył na tym stanowisku do czasu swojej śmierci. Zmarł 4 września 1974 r. w Waszyngtonie w wyniku komplikacji po operacji związanej z chorobą nowotworową. W tym czasie pracował nad pełnym uzawodowieniem armii.
W Wietnamie Abrams nawrócił się na katolicyzm (w dzieciństwie był wychowywany na metodystę).